# Wartberg ob der Aist
Wartberg ob der Aist là một đô thị ở huyện Freistadt bang Oberösterreich, nước Áo. Đô thị này có diện tích 19,4 km², dân số thời điểm ngày 31 tháng 12 năm 2005 là 3894 người. Đây là nơi sinh của Gerhard Maria Wagner.